# Hemicloea
Hemicloea is een geslacht van spinnen uit de familie bodemjachtspinnen (Gnaphosidae).

## Soorten
De volgende soorten zijn bij het geslacht ingedeeld:
- Hemicloea affinis L. Koch, 1875
- Hemicloea crocotila Simon, 1908
- Hemicloea limbata L. Koch, 1875
- Hemicloea michaelseni Simon, 1908
- Hemicloea murina L. Koch, 1875
- Hemicloea pacifica Berland, 1924
- Hemicloea plumea L. Koch, 1875
- Hemicloea rogenhoferi L. Koch, 1875
- Hemicloea semiplumosa Simon, 1908
- Hemicloea sublimbata Simon, 1908
- Hemicloea sundevalli Thorell, 1870
- Hemicloea tasmani Dalmas, 1917
- Hemicloea tenera L. Koch, 1876